# Hagia Eiréné
Hagia Eiréné (řecky: Ἁγία Εἰρήνη, turecky: Aya İrini) je bývalý kostel v tureckém Istanbulu, ve čtvrti Fatih. Postaven byl v době, kdy se město nazývalo Konstantinopol a bylo sídlem Východořímské říše. Vnikl možná již ve 4. století. Nachází se na nádvoří Paláce Topkapi. Je to nejstarší známý kostel ve městě, druhý největší zachovaný byzantský chrám ve městě a jediný byzantský kostel v Istanbulu, který nebyl nikdy přeměněn na mešitu, protože až do 19. století sloužil jako skladiště zbraní. Dnes funguje jako muzeum a koncertní síň. Stavba má typickou podobu římské baziliky, skládající se z jedné lodi a dvou uliček, které jsou rozděleny třemi páry pilířů. Kupole je 15 metrů široká, 35 metrů vysoká a má dvacet oken. Jde o jedinou stavbu v Istanbulu, kde se zachoval synthronon (půlkruhová kamenná tribuna, kde seděli shromáždění kněží). Kostel byl zasvěcen božímu pokoji a je jednou ze tří svatyní, které byzantští císaři zasvětili božím vlastnostem, spolu s Hagia Sofia (Moudrost) a Hagia Dynamis (Síla).

## Dějiny
Budova údajně stojí na místě předkřesťanského chrámu. Podle pozdější tradice, kterou však někteří učenci zpochybňují, nechal první chrám Hagia Eiréné postavit římský císař Konstantin I. Údajně měl být dokončen do konce jeho vlády (337). Předpokládá se, že Konstantin byl v tomto chrámu nebo v jeho blízkosti i pohřben. Před dokončením Hagia Sofie sídlil v Hagia Eiréné patriarchát. Roku 381 se zde konal druhý ekumenický koncil. Během povstání Níká v roce 532 byl chrám vypálen. Císař Justinián I., který byl během nepokojů téměř sesazen, nechal kostel v roce 548 obnovit a přestavět. Byl znovu poškozen zemětřesením v Konstantinopoli v roce 740. Obrazoborecký císař Konstantin V. nařídil jeho obnovu a nechal jeho interiér vyzdobit mozaikami a freskami. Po pádu Konstantinopole v roce 1453 byl kostel uzavřen uvnitř zdí paláce Topkapi. Za vlády sultána Ahmeda III. byl v roce 1726 přeměněn na Národní vojenské muzeum, byť janičáři používali kostel i jako zbrojnici (Cebehane) až do roku 1826. Muzeem zůstala stavba do roku 1978, kdy byla předána tureckému ministerstvu kultury, které ji přeměnilo na koncertní sál, mj. kvůli akustickým vlastnostem prostoru. Od roku 1980 se zde každé léto koná mnoho koncertů Mezinárodního hudebního festivalu v Istanbulu. I nadále se ale v budově konají také výstavy. Po mnoho let byla Hagia Eiréné přístupná pouze během akcí nebo na zvláštní povolení, ale od ledna 2014 je otevřena pro veřejnost každý den kromě úterý.